# Pedagogika prawa
Pedagogika prawa – subdyscyplina teorii i filozofii prawa zajmująca się wychowawczym oddziaływaniem prawa. Jej twórcą jest prof. dr hab. Stanisław Leszek Stadniczeńko. Sam termin "pedagogika prawa" został wprowadzony przez Leona Petrażyckiego na określenie funkcji polityki prawa (nauki zajmującej się zasadami tworzenia prawa), jaką jest utrwalanie postaw społecznych.